# 戸田記念墓地公園
戸田記念墓地公園（とだきねんぼちこうえん）とは、北海道石狩市厚田区（旧・厚田村）にある創価学会が設営する墓地公園である。

## 概要
1977年に創価学会初の墓地公園として開園。8000本のソメイヨシノが春になると開花することで、石狩市の桜の名所として知られている。
なお、創価学会第二代会長・戸田城聖が幼少の頃に過ごしたのが北海道厚田郡厚田村（現在の石狩市厚田区）であり、墓地公園の名称が「戸田記念」となっているのは、これに由来している。
通称「厚田墓園」といえばここのことを指す。
- 開園時間 - 4月 - 11月は午前9:00 - 午後5:00（入園できるのは午後4:00まで）、12月 - 3月は午前10:00 - 午後4:00
- 休園日 - 毎週火曜日（お盆・お彼岸・祝日を除く）
- 休園時間 - 毎年12月28日 - 1月4日

## 納骨堂
戸田記念墓地公園には納骨堂が併設されている。

### 戸田常楽納骨堂
永久に遺骨を収蔵する施設。納骨は骨壷に収めたまま、管理者が行う。

## アクセス
ゴールデンウィークの観桜期間とお盆期間に、北海道中央バス（石狩営業所）が札幌ターミナルより臨時バスを運行する。運行期間外は国道231号沿いの札厚線「戸田墓園入口」停留所が最寄り。